# (6613) Williamcarl
(6613) Williamcarl (1994 LK) – planetoida z grupy pasa głównego asteroid okrążająca Słońce w ciągu 5,61 lat w średniej odległości 3,16 j.a. Odkryta 2 czerwca 1994 roku.